# 佐々木守
佐々木 守（ささき まもる、1936年9月13日 - 2006年2月24日）は、日本の脚本家、放送作家、漫画原作者。

## 略歴
石川県能美市（旧根上町）出身、石川県立小松高等学校、明治大学文学部日本文学科卒業。
大学では児童文学研究部に所属し、鳥越信、古田足日、山中恒、神宮輝夫らの児童文学研究誌「小さい仲間」の同人となる。そのころに書いた「児童文学における近代性への疑問 -- 児童文学者の戦争責任」（『小さい仲間』26号）「新美南吉『おじいさんのランプ』論」（『日本児童文学』通巻45号）などで注目をあびた。
1955年、大学2年の際に「砂川闘争」に参加する。大学4年の時から教育映画作家協会 （現：日本記録映画作家協会）の機関誌「記録映画」の編集者をつとめ、大島渚、松本俊夫らと知り合う。1958年に大学を卒業するが就職はせず。米軍統治下の沖縄に行き、人形劇を上演する。
1960年にTBSラジオのコント番組のライターとなる。
1961年に「小さい仲間」で知り合った佐野美津男との合作『少年ロケット部隊』で子供向けのラジオドラマにデビュー。1963年のラジオドラマ『戦国忍法帖』を担当。1962年、佐野や阿部進らと「現代こども研究会」（後の「こどもセンター」）を創立。
1963年には、テレビドラマ『現代っ子』の脚本を執筆して、テレビデビュー。脚本術を、石堂淑朗、田村孟らに学ぶ。
1964年には、松竹を退社し大島が設立していた、独立系映画制作プロダクション「創造社」に参加。『絞死刑』など、大島監督映画の脚本を手がけるようになる。
同時期には大島の紹介で、当時TBSのディレクターだった実相寺昭雄と知り合う。佐々木と実相寺は意気投合し、特撮テレビドラマ『ウルトラマン』をはじめとして、『怪奇大作戦』、『シルバー仮面』などコンビでの仕事を多く行なった。また、ABCではプロデューサー・山内久司とのコンビで"脱ドラマ"を標榜した『月火水木金金金』『お荷物小荷物』を世に送るなど、テレビの世界にも活躍の場を広げたが、児童文学を知っていることもあり子供向けドラマを中心に脚本を執筆。日本古代史や少数民族に着目した作品が多い。
漫画の原作でも水島新司の作画による『男どアホウ甲子園』などのヒット作がある。
一方、鈴木清順の日活解雇反対運動に参加する中で、やはりこの運動に加わっていた映画評論家の松田政男、映画監督の足立正生と1968年に映画『略称・連続射殺魔』を制作。1970年には、この3人にジャズ評論家の平岡正明、相倉久人を加えて「批評戦線」を結成し、雑誌『第二次・映画批評』を創刊した。
熱心なミステリーファンでもあり、推理ものの脚本も多い。特に横溝正史作品の造詣が深く、2時間ドラマなどでは横溝作品を独自の視点でアレンジした脚本を多数執筆している。
1970年代後半から出身地に近い石川県江沼郡山中町（現加賀市）で暮らした。その間に山中町を舞台としたポーラテレビ小説『こおろぎ橋』の脚本を手がけ、石川県内の新設高校の校歌の作詞を行った。また、1970年代～1980年代当時、視聴可能な民放局が2〜3局しかなかった町民のために広域関西圏の民放局を視聴できるケーブルテレビの開局に尽力、社長に就任。また2002年11月からは同町の温泉施設と劇場が同居する複合施設の館長をも務めた。
2006年2月24日午前1時10分にすい臓がんで東京都新宿区の病院で死去。69歳没。亡くなる直前まで『シルバー仮面』のリメイクの脚本を企画していた。

## 思想
- 日米安保条約成立後の1960年に日本共産党に入党し、数ヶ月で離党した経験から、政治思想的には無政府主義のスタンスであり、後年のインタビューなどでも「今でも機動隊のバスを見かけると怒りがこみ上げて体が熱くなってくるんですよ」「なぜ今の若者は国に怒りを持たないのだろう」等と述懐しているほか、「今の日本の諸悪の根元は天皇制にあります」などと反天皇制思想を明確に表明していた。実際に佐々木の代表作『お荷物小荷物』、『アイアンキング』には佐々木の反天皇制思想が垣間見える[6]（前者は琉球王国やアイヌ民族による逆襲、後者は熊襲の子孫による逆襲）。
- 1960年代後半においてはアイヌ民族解放や琉球独立運動にも支持を寄せていた。また、日本赤軍を支援し[11]、最高幹部重信房子の著書『わが愛わが革命』のゴーストライターをつとめている[12]。
- 脚本においては、1982年にATGと円谷プロが共同で製作する予定だった『ウルトラマン怪獣聖書』を天皇制の悪性を主張した内容で描くなど、自己の思想を絡めたものを執筆したものの、この内容が原因で製作中止となってしまった。以降はこれらの思想をドラマ設定の背景に使用することはあっても、劇作家という作品における管理者的立場を利用して自分の思想を振りかざすことはなかった。この点について佐々木は、岩佐陽一のインタビュー[13]に答えて「テレビじゃ反体制の側を主人公にはできないよ。そんな企画書いても通らないし」と述べるとともに、そのような立場の人々に対する個人的な共感を込めた、と語っている。

## 人物
- 執筆速度は早く、1時間に200字詰原稿用紙を20枚から24枚ほど描き上げていた[14]。昼型人間であったため、朝から執筆を初めて13時頃には書き上がり、その後は打ち合わせや自由時間に当てていた[14]。
- テレビ番組について、再放送やビデオなどなく本放送1回で消えるほうがいいと考えており、前後番組や裏番組なども意識して執筆していたという[14]。
- 運動音痴で、運動が嫌いであったという[15]。実相寺昭雄によれば、普段から歩かずにタクシーを使うことが多く、創造社時代には野球に参加しても試合には出ずベンチに座っていたという[15]。野球を題材とした『男どアホウ甲子園』の脚本を手がけていたが野球についての知識はほとんどなく、作画を担当した水島新司から「こんなに野球を知らない人は初めて」と言われたという[14]。その原作原稿のト書きに、いつも“大阪城の隣りに甲子園が見える”と書かれており、水島はそのことが腑に落ちなかったという。あるとき意を決して佐々木に「ひょっとして先生は、甲子園が大阪にあると思われてません？」と聞いたところ「え、ないの!?」と逆に驚かれ、聞いた水島もびっくりしたとのこと。佐々木は自らスポーツ音痴を明言。『柔道一直線』も『男どアホウ甲子園』も作品が決まってからそれぞれ「柔道入門」、「野球入門」を読んで初めてルールを知ったという“つわもの”だった[16]。
- 一方でバイクが好きで、実相寺をバイク旅に誘っていたが、事故を起こして大怪我をしたこともあった[15]。
- 郷里近くでの生活の中、同郷の政治家森喜朗とも兄弟ら[17]を介し親しく、基本的な政治的思想は異なっていたが、選挙の応援演説を行ったりすることがあった[18]。
- 衆議院議員の佐々木紀は甥 (兄の息子) にあたる (佐々木紀は石川2区における森喜朗の後継者)。

## 作品

### テレビドラマ
- ウルトラシリーズ
  - ウルトラマン
  - ウルトラセブン
  - ウルトラマンタロウ
- レモンのような女
- マイティジャック - 没シナリオ「北回帰線上のアリア」を執筆。
- 怪奇大作戦
- 月火水木金金金
- お荷物小荷物
- お荷物小荷物・カムイ編
- 柔道一直線
- 焼きたてのホカホカ
- 君たちは魚だ
- 刑事くん
- アイアンキング（全話を担当）
- シルバー仮面 - 1,2,11話を担当。『シルバー假面』として2006年にリメイク。
- コメットさん（1967年 第1期）
- おくさまは18歳（1970年）
- 美人はいかが?（1971年）
- 出発（1970年 - 1971年）
- ママはライバル（1972年）
- ほうねんまんさく（全話）
- 斬り抜ける
- 東海道姉ちゃん仁義（全話）
- TOKYO DETECTIVE 二人の事件簿
- 霧の感情飛行
- 影同心
- 金のなる樹は誰のもの（全話）
- 赤いシリーズ
  - 赤い迷路
  - 赤い運命
  - 赤い絆
  - 赤い魂
- 少年ドラマシリーズ
  - 11人いる!
  - 叱られ人生（原作：サトウハチロー）
  - 白い峠
  - ポンコツロボット太平記
  - あんずよ燃えよ
- ポーラテレビ小説
  - こおろぎ橋
- 哀愁学園 - 『笑って!笑って!!60分』のコーナードラマ
- 刑事犬カール
- 七人の刑事
- 三日月情話
- 新十郎捕物帖・快刀乱麻
- お祭り銀次捕物帳
- おしどり右京捕物車（最終話のみ）
- コメットさん（1978年 第2期）
- 獅子のごとく
- 西遊記  (1、2話)
- 人はそれをスキャンダルという
- 薔薇海峡
- あゝ野麦峠
- 恋路海岸
- ピーマン白書
- 高校聖夫婦
- 花嫁衣裳は誰が着る
- おんな風林火山(原作・原案も)
- 京大アメリカンフットボール部誕生秘話 君に涙は似合わない
- 侍ニューヨークを走る〜自由の女神に惚れて候〜 - 1981年。単発のスペシャルドラマ
- 空と海をこえて
- 郷土の偉人シリーズ
  - 肥後のカミナリ 北里柴三郎[19]
  - 天成のジャーナリスト 徳富蘇峰[20][21]

他多数

### テレビアニメ
- アルプスの少女ハイジ
- 海底大戦争 愛の20000マイル - 1981年。ジュール・ヴェルヌの『海底二万里』が原作。

### 映画
大島渚監督作品
- 小さな冒険旅行（1963年）※幼児指導
- ユンボギの日記（1965年）※協力
- 白昼の通り魔（1966年）※助監督
- 忍者武芸帳（1967年）※大島と共筆
- 日本春歌考（1967年）※大島、田村孟、田島敏男と共筆
- 無理心中 日本の夏（1967年）※大島、田村と共筆
- 絞死刑（1968年）※大島、田村、深尾道典と共筆
- 帰って来たヨッパライ（1968年）※大島、田村、足立正生と共筆
- 新宿泥棒日記（1969年）※大島、田村、足立と共筆
- 東京战争戦後秘話（1970年）※原正孝と共筆
- 儀式（1971年）※大島、田村と共筆
- 夏の妹（1972年）※大島、田村と共筆

その他の監督作品
- 非行少女（1963年、浦山桐郎）※方言指導
- 日本一の裏切り男（1968年、須川栄三）※早坂暁と共筆
- 日本一の断絶男（1969年、須川栄三）※田波靖男と共筆
- 略称・連続射殺魔（1975年、足立正生他）
- 聖母観音大菩薩（1977年、若松孝二）
- 戒厳令の夜（1980年、山下耕作）※竹中労（夢野京太郎名義）と共筆
- ゴルフ夜明け前（1987年、松林宗恵）
- ウルトラQ ザ・ムービー 星の伝説（1990年、実相寺昭雄）

### ドキュメンタリービデオ
- 山中節 音楽ドキュメンタリー (1993年)

### 番組構成
- フランキー堺の男性諸君
- 熱闘甲子園（1981年）[14]
- 知ってるつもり?!
- テレビドラマ『命のビザ』（1992年12月18日、フジテレビ）

### 漫画原作
- 男どアホウ甲子園（水島新司）
  - その第一巻で、主人公の幼少時、佐々木自ら酒好きの太った男のキャラクターとして突然、登場し、甲子園球場のスタンドで佐々木が作詞した「ダンチョネ節」が、のちに主人公の母校・南波高校の校歌として採用された。
  - 元々水島の創案による作品だったのが、体調不良を考慮して担当編集者の紹介により「原作者」名義でストーリー作成に協力した経緯から、連載終了後の権利関係は水島に一任され、その後の水島作品にも本作のキャラクターが登場している。
- 野球魂（かざま鋭二）
- リトルボーイ（あだち充）
- ヒラヒラくん青春仁義（あだち充）
  - ヒラヒラくん青春音頭（あだち充）*単行本未収録
  - ヒラヒラくん青春日記（あだち充）*雑誌掲載時は「ヒラヒラ君青春太鼓」
- 甲子園魂（あだち充）
- おひけェなすって!野球仁義（あだち充）
- ソルジャーボーイ（川原由美子）
- 勇気無限大（香川祐美）
- 宮本武蔵（小島剛夕）
- 一休伝（小島剛夕）
- 魔街道（小島剛夕）
- 天地に夢想（小島剛夕）
- おんな風林火山（ありさか邦）
- ヒロインの肖像（ありさか邦）
- フェアリー（ありさか邦）
- 竜が斬る！（石井いさみ）
- 風のまほろば 縄文冒険コミック（さかいひろこ）
- マンガ蜻蛉日記（小坂部陽子）
- 甲子園ボーイ（村岡栄一）
- 独眼竜翔ける（土山しげる）

### 作詞
- 男どアホウ甲子園（『男どアホウ甲子園』オープニングテーマ）
- アイアンキング（『アイアンキング』オープニングテーマ）
- ひとり旅（『アイアンキング』エンディングテーマ）
- 死神の子守唄（『怪奇大作戦』挿入歌）
- 静かな午后のひととき（『日本一の断絶男』挿入歌）
- 故郷は地球（『シルバー仮面』オープニングテーマ）
- コンクリートジャングル（『刑事くん』オープニングテーマ）
- チンジャラ・マーチ〜軍艦マーチより（『デンセンマン』挿入歌）
- 石川県立能都北辰高等学校校歌
- 金沢学院大学付属金沢東高等学校校歌
- 石川県立小松明峰高等学校校歌
- 石川県立内灘高等学校校歌

### 音楽劇
- オラトリオ『呼びかわす山河〜前田綱紀の時代〜』(作曲:池辺晋一郎、石川県立音楽堂開館記念委嘱作品）

## DVD出演
- DVD怪奇大作戦Vol.4特典映像「怪奇大作戦を創った男」（2004年、デジタルウルトラシリーズ）

## 著書
- 『わが子よ 原爆の子の青春』（弘文堂、1965年）
- 『焼きたてのホカホカ』（日本テレビ放送網, 1971年）
- 『聖生活』（集英社文庫コバルト、1977年）
- 『海の十字架』（集英社文庫コバルト、1977年）
- 『白い波紋』（東邦出版社、1977年）
- 『鷹の砦』（れんが書房新社、1978年）
- 『ハムレット心中』（集英社文庫コバルト 1978年）
- 『獅子のごとく』（集英社、1978年）
- 『オトコがほしい!』（集英社文庫コバルト、1979年）
- 『オトコがいっぱい!』（集英社文庫コバルト、1981年）
- 『ウルトラマン怪獣墓場』（大和書房 1984年）
- 『武田信玄 愛と戦いの生涯』（小学館、1988年）
- 『赤い運命』長野洋共著 （TIS 1992年）
- 『故郷は地球 佐々木守 子ども番組シナリオ集』（三一書房、1995年）
- 『ジャズ旋風 戦後草創期伝説』高橋一郎共著 （三一書房、1997年）
- 『竜宮城はどこですか』（くもん出版、1998年）
- 『戦後ヒーローの肖像 -『鐘のなる丘』から『ウルトラマン』へ』（岩波書店、2003年）
- 『ネオンサインと月光仮面 宣弘社・小林利雄の仕事』（筑摩書房、2005年）

## ドキュメンタリー
- 『時代と闘った男～脚本家・佐々木守のメッセージ』（2016年2月19日、BS-NHK）NHK金沢制作